# Rosières (Vaux-sur-Sûre)
Pour les articles homonymes, voir Rosières.
Rosières (en wallon : Rosière) est un village de la commune belge de Vaux-sur-Sûre situé en Région wallonne dans la province de Luxembourg.
Depuis 1971, le village faisait déjà partie de la commune de Vaux-sur-Sûre. Auparavant, il appartenait à la commune de Vaux-lez-Rosières.

## Situation
Rosières se compose en réalité de deux petits villages contigus : Rosière-la-Grande et Rosière-la-Petite. Ils se situent au nord du village de Vaux-sur-Sûre. Rosière-la-Grande est située la plus à l'ouest et Rosière-la-Petite est traversée à l'est par la route nationale 85 Bastogne-Florenville. Le village est arrosé par le petit ruisseau des Haches appelé aussi ruisseau de Rosières

## Patrimoine
Ces villages jumeaux possèdent un important patrimoine religieux : une église, sept chapelles et potales, des statues et des croix.
En outre, on peut y voir :
- l'église dédiée à Saint Lambert bâtie en 1730. Elle possède une seule nef et un chevet à trois pans. La façade, le clocher et la toiture sont recouverts d’ardoises et la flèche est de forme octogonale à base carrée[2].
- la petite chapelle blanche dédiée à Saint Donat datant de 1870[3].
- la chapelle Monaville dédiée à Notre-Dame du Mont Carmel et construite en 1921[4].
- la petite chapelle dédiée à Notre-Dame de Lourdes
- une statue de la Vierge sous chapiteau.

## Activités
Rosières possède une école communale.